# Moghreb Athlétic de Tétouan
El Moghreb Athlétic de Tétouan, també conegut com a MAT o Moghreb Tétouan (àrab: المغرب التطواني, al-Maḡrib at-Tiṭwānī) és un club marroquí de futbol de la ciutat de Tetuan.

## Història
L'any 1922, la ciutat de Tetuan va veure el naixement dels primers clubs de futbol, l'Sporting de Tetuán o l'Hispano-Marroquí. Un any més tard ambdós clubs s'uniren provocant el naixement del Club Atlético Tetuán. Durant el Protectorat espanyol del Marroc, aquest club disputà la lliga espanyola, arribant a militar la temporada 1951-52 a la Primera Divisió.
Després de la independència del Marroc, el club es dividí en dos, el Moghreb Athlétic de Tétouan amb seu a Tetuan i una branca que s'uní a la Sociedad Deportiva Ceuta per formar l'Atlético Ceuta.

## Palmarès
- Lliga marroquina de futbol:[2]
  - 2011-12, 2013-14